# パニエ山
パニエ山（パニエさん、フランス語: Mont Panié）は、ニューカレドニアのグランドテール島にある山。標高は1,628 mあり島の最高峰である。パニエ山は中央山脈に属する。
ニューカレドニアは、太平洋の南西に位置するフランスの海外領土である。なお、島で2番目に高いピークはフンボルト山であり、パニエ山とほぼ同じ標高で1,618 mある。